# Riaño (León)
Riaño település Spanyolországban, León tartományban. Lakosainak száma 474 fő (2024).

## Földrajza
Riaño Crémenes, Acebedo, Burón, Boca de Huérgano és Prioro községekkel határos.

## Népesség
A település lakosságának változását az alábbi diagram mutatja:
| Lakosok száma | 596  | 547  | 540  | 525  | 512  | 508  | 477  | 463  | 475  | 474  |
|               | 2001 | 2004 | 2007 | 2009 | 2012 | 2014 | 2017 | 2019 | 2022 | 2024 |